# Jano (satélite)
Jano é um satélite natural de Saturno, conhecido como Saturno X, foi chamado assim em homenagem à divinidade romana Jano.

## Descoberta e órbita
Jano se encontra 30 km mais perto de Saturno do quê a órbita do satélite Epimeteu, e esta característica provocou uma certa confusão entre os astrônomos, que acreditavam que tinha apenas um corpo naquela órbita e tiveram problemas em entender as características orbitais porque tentavam conciliar as observações de dois corpos distintos em um só objeto.

## Características físicas
Jano têm muitas crateras, algumas até com mais de 30 km de diâmetro. A superfície parece ser mais velha que a de Prometeu, porém mais jovem que a de Pandora. Devido à sua baixa densidade e ao seu relativamente alto albedo acredita-se que Jano seja um corpo congelado e poroso, todavia estes dados precisam ser confirmados.